# Supplizio del fornaio
Il Supplizio del fornaio è un dipinto a olio su tavola (61x51,7 cm) di Pontormo, databile al 1515 circa e conservato nella National Gallery di Londra. La tavola faceva parte della decorazione della Camera nuziale Borgherini.

## Storia
A partire dal 1515 circa Salvi Borgherini fece decorare la camera nuziale di suo figlio Pierfrancesco e della consorte Margherita Acciaiuoli con una boiserie e mobilio intagliato da Baccio d'Agnolo, progettista anche del palazzo dove si trovava l'insieme, il tutto decorato da una serie di pannelli figurati di Pontormo, Francesco Granacci e, in una fase immediatamente successiva, Andrea del Sarto e il Bacchiacca.
Il tema era quello delle Storie di Giuseppe ebreo, eroe virtuoso e casto spesso raffigurato come esempio per le giovani coppie. Il Pontormo dipinse quattro pannelli, Giuseppe riceve richieste d'aiuto dai fratelli, Giuseppe venduto a Putifarre, il Supplizio del fornaio e Giuseppe in Egitto.
Il risultato era così straordinario che nel 1529 la Signoria voleva farne dono a Francesco I di Francia, ma Margherita Acciaiuoli negò la richiesta di acquisto seccamente.
Gli eredi della coppia però non ressero molto alle lusinghe e fu così che nel 1584 Francesco I de' Medici ottenne le tavole di Andrea del Sarto e di Granacci, che sono agli Uffizi e alla Galleria Palatina, mentre le altre andarono disperse e si trovano oggi divise tra la National Gallery di Londra (tutte le tavole di Pontormo e due di Bacchiacca) e la Galleria Borghese di Roma (le quattro piccole tavole di Bacchiacca).
La tavola del Supplizio del fornaio, forse la terza dipinta da Pontormo, entrò nel museo londinese nel 1979 per acquisto tramite l'Art Fund.

## Descrizione e stile
Questo pannello presenta una doppia scena, legata al supplizio del fornaio e al perdono del coppiere del faraone (Genesi 40). I due servitori erano stati incarcerati nella stessa prigione dove si trovava Giuseppe per via dell'inganno della moglie di Putifarre. Una notte entrambi fecero un sogno che Giuseppe interpretò il mattino seguente. Il coppiere aveva sognato di spremere tre grappoli d'uva per il faraone e Giuseppe gli predisse che in capo a tre giorni sarebbe stato perdonato, raccomandandosi di ricordarsi della sua sventura una volta che avesse potuto parlare col sovrano. Il fornaio invece aveva sognato di trasportare tre canestri di pani in testa i quali venivano mangiati dagli uccelli. Giuseppe lesse in ciò un presagio di sventura, di modo che in tre giorni egli sarebbe stato condannato a morte. Entrambe le profezie ebbero poi luogo, ma il coppiere non si ricordò di invocare l'aiuto per Giuseppe che rimase in carcere.
Pontormo compose la scena in maniera originalissima, zigzagando dal gruppo in primo piano a sinistra, dove il coppiere è riammesso a servire il faraone, per poi retrocedere a destra (il fornaio portato al supplizio) e poi di nuovo a sinistra sulla scala (liberazione del coppiere) e in alto a destra, dove in una stanza scura il panettiere è giustiziato. Riempiono poi la scena un cagnolino, simbolo di fedeltà, in basso a destra, e una statua di evangelista o profeta su una colonna a sinistra, che proietta una netta ombra sulla scalinata. Invece del tradizionale modo italiano di organizzare la scena attorno a un fulcro centrale, Pontormo sparse le figure agli angoli della tavola, creando qualcosa di innovativo ispirato probabilmente alle incisioni nordiche che a quel tempo iniziavano a circolare copiose anche a Firenze. Le diverse fasi della storia vengono rappresentate simultaneamente, leggibili facilmente anche senza il ricorso ad artifici tradizionali, come la ripetizione dei colori degli abiti che renda maggiormente riconoscibili i personaggi. L'occhio dello spettatore è quindi guidato in profondità tramite la disposizione dei personaggi, come in altre tavole della serie.
Nel gruppo di sgherri a destra si notano facce grottesche derivate dalle caricature di Leonardo. Le figure sono slanciate e colte in movimenti che enfatizzano le torsioni e la varietà delle pose. I colori usati sono brillanti, scelti spesso in mezze tonalità acidule, con effetti cangianti.